# Daniel Klockhoff
Daniel Klockhoff, född 14 september 1840 i Ytterstfors bruksförsamling, Västerbottens län, död 29 juli 1867 i Uppsala, var en svensk skald, filosof och estetiker.

## Biografi
Klockhoff var son till Olof Daniel Klockhoff, brukspredikant i Ytterstfors brukskyrka, och Maria Carolina Lindemark samt dotterson till Eric Lindemark. Han föddes in i en norrländsk prästsläkt och fick en god utbildning. Efter gymnasiestudier i Härnösand undervisades han privat av Carl Jonas Dahlbäck, då docent i filosofi, vilket antagligen var orsaken till att Klockhoff valde en filosofisk bana när han 1859 blev student vid Uppsala universitet, där han 1863 blev filosofie kandidat och 1866 promoverades till filosofie doktor. Från 1866 var han också docent i estetik vid samma lärosäte. Liksom sin lärare var Klockhoff anhängare till Christopher Jacob Boström, Sveriges störste idealistiska filosof.
Klockhoff engagerade sig i Uppsalas poetiska liv och var tillsammans med bland andra Hans Forssell och Pontus Wikner en av medlemmarna i Namnlösa Samfundet. Här blev han mycket uppskattad. Lorentz Dietrichson, samfundets stiftare och den som författat dess program, kallade honom "en stilla och något inbunden, men energisk och vänfast natur." Fångvårdsreformatorn och diktaren Viktor Almqvist var något mindre välvillig: "Inåtvänd och drömmande, ständigt medveten om sin värdighet som 'skald', saknade han i mina ögon all manlighet." 
Klockhoff avled 1867 efter en långdragen och besvärlig lungsjukdom. Han är begravd på Uppsala gamla kyrkogård.
Klockhoff var från 1864 gift med Aurora Gustafva Sandström (1839–1883), som var dotter till skeppsbyggaren Nicanor Sandström och Anna Lovisa Westling. Efter Klockhoffs död arbetade hon som musiklärare i Skellefteå men gifte sedan om sig med lantmätaren Axel Sjöberg och bosatte sig i Nederluleå.

## Filosofi
Som lärjunge till Boström omfattade Klockhoff en kristendomen närstående idealism. Hans gradualavhandling Om den pantheistiska esthetiken (1864) granskar utifrån en boströmsk synvinkel Hegels och Fischers panteistiska skönhetslära..  Året därpå gav han ut avhandlingen Om det tragiska, där han försökte definiera tragedin som estetiskt begrepp och förklara den utifrån personlighetsfilosofins utgångspunkter.
Han betraktades allmänt som mycket begåvad, men eftersom han dog så ung blev hans filosofiska arbete bara med knapp nöd påbörjat och han utvecklade aldrig någon full självständighet. Han var i politiskt avseende dock något reformvänligare än sin konservative läromästare Boström.

## Poesi
Klockhoff författade ett stort antal dikter, främst publicerade i olika diktsamlingar, men även i dagspressen och i Svensk litteratur-tidskrift.